# Barkengasse
Die Barkengasse ist eine in Teilen nur wenig befestigte Berggasse der sächsischen Stadt Radebeul, gelegen hauptsächlich im Stadtteil Zitzschewig, während die Weinbergstreppe auf die Wettinshöhe noch zu Naundorf gehört.

## Ortslage und Bebauung

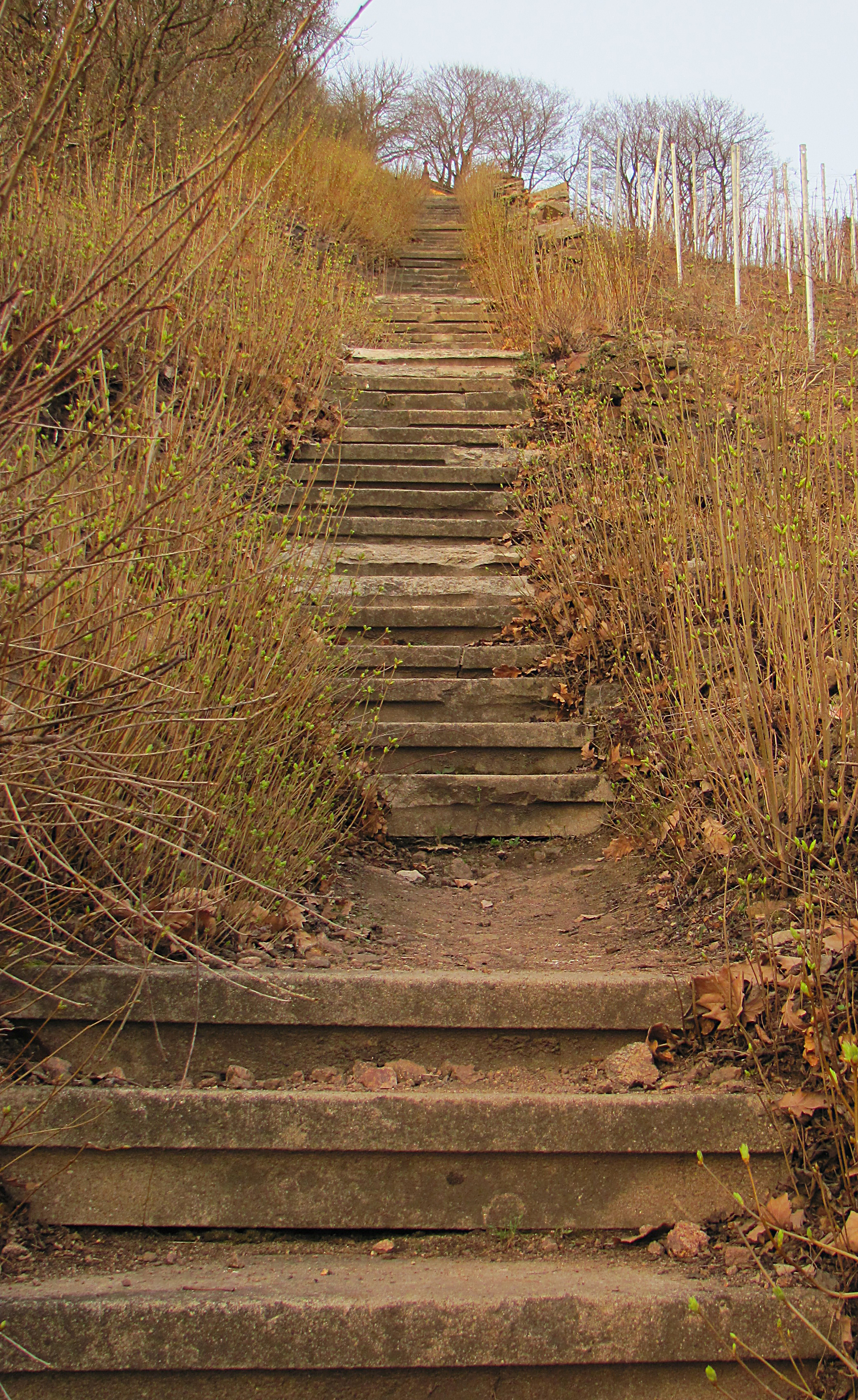
Südöstlicher Teil der Barkengasse: Weinbergstreppe zur Wettinshöhe mit 34 % Steigung

Die Barkengasse hat etwa die Form eines Hufeisens. Der westliche Schenkel sitzt bei etwa 124 m ü. NHN auf der Mittleren Bergstraße auf und zieht sich als asphaltierter Weg in nordöstlicher Richtung den Berg hinauf bis zum Hohenhaus (155 m). Von dort geht es weiter als schmale, wenig befestigte Berggasse um die Gebäude des ehemaligen Sanatoriums herum (heute Auerweg 1a) und die dortige Spitze bei 205 m herum, dann Richtung Süden auf der westlichen Seite der Gebäude der Wettinshöhe bis zur Spitze der Weinbergstreppe bei 195 m ü. NHN. Den zweiten Schenkel bildet die steile, südwestlich bis auf 141 m absteigende Weinbergstreppe unterhalb der Wettinshöhe, die zum Knollenweg führt; der untere Teil des befestigten Knollenwegs steigt dann noch einmal bis auf 126 m bis zur Mittleren Bergstraße ab. Die Barkengasse schließt unter anderem auf der Nordwestseite das 11 Hektar große Anwesen des Hohenhauses ein, das ehemals Weinberg, dann teilweise Park war und heute verwaldet ist.
Die Barkengasse dient hauptsächlich der Erschließung folgender Anwesen, die als Kulturdenkmale in der Liste der Kulturdenkmale in Radebeul-Zitzschewig aufgeführt sind:
- Westteil: Hohenhaus (Nr. 6),[1] Herrenhaus Zechstein (Nr. 17)
- Ostteil: Die Weinbergstreppe zur Wettinshöhe als Teil der Barkengasse erschließt vom Tal aus fußläufig die Wettinshöhe (ehemals Barkengasse 8, heute bergseitige Erschließung als Auerweg 2/2a)

Als das Hohe Haus wurde Hohenhaus in der Denkmalinventarisation von Gurlitt 1904 aufgeführt. Zu DDR-Zeiten galten sowohl Hohenhaus als auch Zechstein und das Wettinhaus als Denkmale der Architektur.
Der Hohenhaus-Park, heute zum Wald aufgelaufen, gilt als Werk der Landschafts- und Gartengestaltung, gleiches gilt für die Außenanlagen der Wettinshöhe, die beide mitsamt den zugehörigen Bauten sowie auch dem Zechstein-Herrenhause im Denkmalschutzgebiet Historische Weinberglandschaft Radebeul liegen.

## Namensgebung
Die Berggasse dürfte eine der ältesten in den Lößnitzortschaften sein, da die Weinberge des Hohenhausanwesens bereits im 14. Jahrhundert als im Besitz der Meißner Bischöfe erwähnt sind, woher deren historischer Name Bischoffsberg herrührt. Und auch die Wettinshöhe war bereits im 15. Jahrhundert als Landeskrone im Besitz der Meißner Bischöfe. Die Gasse beginnt an der Mittleren Bergstraße, die bei Matthias Oeder um 1600 als Teil der Salzstraß dokumentiert ist. Sie selbst wird 1676 als Barickengasse erwähnt, nach „boricka“ für ein altes Waldgebiet.
Als Zitzschewig noch selbstständig war, trug sie den Namen Wettinallee. Nach der Eingemeindung nach Kötzschenbroda erhielt sie 1924 amtlich den an die alte Bezeichnung angelehnten Namen Barkengasse.

## Anwohner
Meißner Bischöfe, Johann Georg von Rechenberg, Freiin von Werthern, Heino Heinrich von Flemming, Gerhart Hauptmann, Carl Hauptmann, Walther Stechow, Eberhard Stechow, Friedrich Magnus zu Solms-Wildenfels, Alexander Münch, Hansgerhard Weiss